# Filippo Frontera

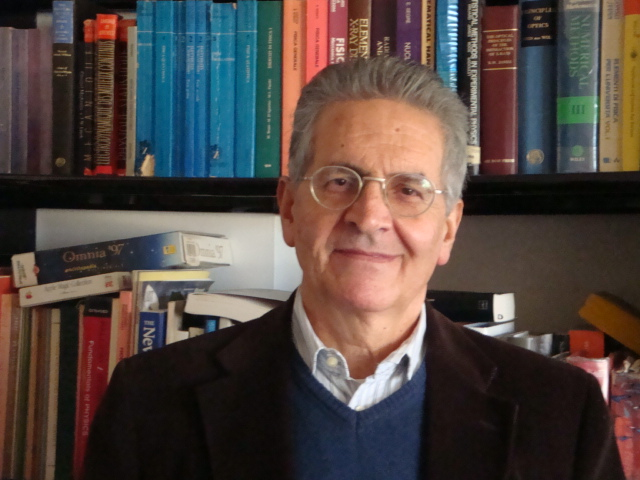
Filippo Frontera (2012)

Filippo Frontera (* 16. November 1941 in Savelli) ist ein italienischer Astrophysiker, der sich mit Gammastrahlen-Astronomie befasst.
1998 erhielt er als Teil des BeppoSAX-Teams den Bruno-Rossi-Preis für die Beobachtung des Röntgen-Nachglühens eines Gammablitzes (Gamma Ray Burst), gefolgt von Beobachtungen in anderen Wellenlängen, wobei eine Entfernungsbestimmung ermöglicht wurde. Frontera war für das Phoswich Detektorsystem (PDS) und den Gamma Ray Burst Monitor (GRBM) auf dem Satelliten verantwortlich. Wesentlich beteiligt am Projekt war auch Enrico Costa.
Er befasst sich daneben vor allem mit Röntgenstrahlen-Astronomie und war an der Entwicklung des Experiments JEM-X auf dem Integral Satelliten beteiligt und an Ballonexperimenten zur Röntgenastronomie (in Italien, Frankreich, den USA und Australien). Zurzeit (2012) entwickelt er am IASF in Bologna eine Linse für harte Röntgenstrahlen (Energien von 70 bis 100 keV) für Einsatz in Satelliten, von der schon Prototypen erfolgreich getestet wurden.
Frontera war 1969 bis 1985 am nationalen italienischen Institut für Astrophysik und Weltraumphysik (Istituto di Astrofisica e Fisica dello Spazio, IASF) in dessen Ableger in Bologna und ist Professor an der Universität Ferrara. Er leitet dort die Gruppe für Hochenergie-Astronomie. Außerdem leitet er das Doktoranden-Programm in Physik der Universität (2012).
2010 erhielt er mit Costa den Premio Enrico Fermi. 2002 war er als Mitglied des Teams um Ed van den Heuvel Gewinner des Descartes-Preises. 2012 erhielt er den Marcel Grossmann Award.